# Planet of Lana
Planet of Lana é um jogo de plataforma e quebra-cabeça de 2023 desenvolvido pela Wishfully Studios e publicado pela Thunderful Publishing para Windows, Xbox One, Xbox Series X/S, Nintendo Switch, PlayStation 4 e PlayStation 5. No jogo, o jogador assume o controle da adolescente Lana e seu companheiro gato Mui, enquanto eles exploram um planeta fictício invadido por máquinas alienígenas hostis. O jogo foi inspirado em jogos de plataforma cinematográficos como Inside, enquanto seus visuais foram inspirados em filmes do Studio Ghibli.
Planet of Lana recebeu críticas geralmente positivas após o lançamento. Os críticos elogiaram a direção de arte, a narrativa, a música e o design de som do jogo, embora algumas críticas tenham sido direcionadas à falta de inovação em seus quebra-cabeças e curta duração.

## Jogabilidade
Planet of Lana é um jogo de plataforma de quebra-cabeça com uma perspectiva de rolagem lateral. No jogo, o jogador assume o controle de Lana, uma jovem garota, enquanto ela explora um planeta que foi invadido por máquinas alienígenas hostis para resgatar sua irmã que foi abduzida. Ao longo de sua aventura, ela é acompanhada por uma criatura parecida com um gato chamada Mui. Ambos devem trabalhar juntos para atravessar o mundo do jogo e resolver vários quebra-cabeças. Lana pode nadar, direcionar seu companheiro parecido com um gato Mui para locais e emitir comandos para ele, enquanto Mui, que é menor e muito mais ágil, pode acessar lugares fora de alcance e abrir novos caminhos para Lana. Mui também pode hipnotizar algumas criaturas hostis, domesticando-as.
Lana e Mui não podem atacar diretamente as máquinas alienígenas ou outras criaturas hostis, e devem confiar em táticas furtivas para evitar serem detectadas, ou usar o ambiente a seu favor para superar qualquer ameaça potencial. À medida que os jogadores progridem no jogo, eles ganharão a habilidade de domar criaturas temporariamente e hackear máquinas.

## Recepção
Planet of Lana recebeu críticas "geralmente favoráveis", de acordo com o agregador de críticas Metacritic.

## Ligações Externas
- Planet of Lana
- Planet of Lana. no MobyGames
- Planet of Lana. no IMDb.